# Liste von Persönlichkeiten der Stadt Rendsburg
Diese Liste von Persönlichkeiten der Stadt Rendsburg verzeichnet Personen, die in Rendsburg geboren oder mit der Stadt eng verbunden sind.

## Liste der Bürgermeister der Stadt Rendsburg
- Christian Timm (1909–1929)
- Heinrich de Haan (1929–1934)
- Franz Krabbes (1934–1945)
- Adolf Steckel (1945–1950)[1]
- Heinrich de Haan (1950–1957)[2]
- Hans-Heinrich Beisenkötter (1957–1981)[3]
- Hans Speck (1981–1987)
- Rolf Teucher, SPD (1987–2003)
- Andreas Breitner, SPD (2003–2012)
- Pierre Gilgenast, SPD (2013–2020)[4]
- Janet Sönnichsen, parteilos (ab 2021)[5]

## Ehrenbürger der Stadt Rendsburg
- Prinz Friedrich zu Hessen
- Friedrich Wilhelm Christian Göricke
- Wilhelm Eduard Wiggers
- Johannes Gottlob Heinrich Lehmann
- Alfred Graf von Waldersee
- Claus Henning Friedrich Brütt
- Hans Bredow

## Söhne und Töchter der Stadt

### Vor dem 19. Jahrhundert
- Nikolaus Wulf (um 1395–1481), Bischof von Schleswig
- Samuel Meiger (1532–1610), Pastor, Autor, Herausgeber und Gelehrter
- Petrus Sickius (1530–1588), mehrfacher Rektor der Universität Königsberg
- Michael Maier (1568–1622), Alchemist
- Johannes Jonsius (1624–1659), Pädagoge und Philosophiehistoriker, Rektor der Schule in Rendsburg
- Christian Scriver (1629–1693), lutherischer Theologe
- Christian von Stökken (1633–1684), Dichter
- Marquard Gude (1635–1689), Philologe und Büchersammler
- Johann Heinrich Lobeman von Lohendal (1671–1746), holstein-gottorfischer General
- Johann Hermann von Elswich (1684–1721), lutherischer Theologe
- Michael Johann Herbst (1699–1762), Schoutbynacht
- Heinrich Wilhelm Lawätz (1748–1825), Jurist und Schriftsteller
- Johann Daniel Lawaetz (1750–1826), deutscher Kaufmann und dänischer Etatsrat
- Ferdinand Otto Vollrath Lawätz (1751–1840), deutsch-dänischer Jurist, Gutsbesitzer, Autor und Beamter
- Friedrich Ernst Christian Oertling (1757–1837), Pastor, Schriftsteller, Kartograph und Zeichner
- Johann Georg Friedrich Wendell (1774–1836), Buchdrucker und Zeitungsverleger
- Hans Peter Detlef Reichenbach (1795–1885), Mediziner und praktischer Arzt in Altona
- Christian Gottlieb Deckmann (1798–1837), Chirurg und Hochschullehrer in Kiel
- Carl Heinrich Behn (1799–1853), dänischer Etatsrat
- Wilhelm von Schröter (1799–1865), Rechtswissenschaftler, Minister des Großherzogtums Mecklenburg

### 19. Jahrhundert
- Gottlieb Heinrich von Schröter (1802–1866), Historienmaler und Autor
- Friedrich Hedde (1818–1908), Jurist und Politiker
- Alfred von Krohn (1820–1877), preußischer Generalmajor
- Wilhelm von Kauffmann (1821–1892), Generalleutnant und Kriegsminister
- Gottlieb von Rosen (1822–1896), Jurist und preußischer Landrat
- Theodor Lehmann (1824–1862), Politiker und Jurist
- Karl Anton Theodor Rethwisch (1824–1904), Zollbeamter und Heimatdichter in Holstein
- Karl Herner (1836–1906), Geiger, Repetitor, Musikdirektor, Kapellmeister und Komponist
- Nathan Nachmann Nathan (1830–1897), Kaufmann, ab 1892 Vorsteher der Jüdischen Gemeinde in Oslo
- Fritz Schulze (1838–1914), Bildhauer und Silhouettenschneider
- Johannes Friese (1839–1916), Postbeamter, Besitzer der Friese'schen Altertumssammlung
- Wilhelm Dreesen (1840–1926), Fotograf
- Eduard Scheer (1840–1916), Klassischer Philologe und Gymnasiallehrer
- Ludwig Friederichsen (1841–1915), Kartograf
- Eduard von Liebert (1850–1934), General und Politiker
- Henriette Johanna Falck (vor 1851–unbekannt), Übersetzerin
- Magda Kröner, geborene Helmke (1854–1935), Malerin
- Karl Larsen (1860–1931), dänischer Schriftsteller
- Alvilda Harbou Hoff (1862–1951), dänische Ärztin und Politikerin
- Theodor Volbehr (1862–1931), Kunsthistoriker und Museumsdirektor
- Alfred Denker (1863–1941), Professor für Hals-Nasen-Ohren-Heilkunde
- Alma Sorben-Rottock (1865–?), Landschaftsmalerin
- Otto Tetens (1865–1945), Naturwissenschaftler
- Ludwig Fahrenkrog (1867–1952), Maler und Dichter
- Udo de Roberti-Jessen (1874–1953), Jurist, Landrat der Kreise Witkowo und Filehne
- Rudolf Krohne (1876–1953), Politiker (DVP), Reichsminister
- Richard Heinrich Traugott Schmidt (1877–1955), Pastor
- Hermann Eggers (1879–1957), Unternehmer
- Gottfried Hansen (1881–1976), Admiral und Funktionär der deutschen Veteranenverbände nach dem Zweiten Weltkrieg
- Hermann Klee (1883–1970), Komponist, Dirigent und Hochschulprofessor
- Bernd Wegener (1884–1915), Kapitänleutnant der Kaiserlichen Marine
- Ernst Bamberger (1885–1941), Arzt jüdischer Herkunft (NS-Opfer)
- Artur Holde (1885–1962), deutsch-amerikanischer Komponist, Dirigent und Musikkritiker
- Otto Soltau (1885–1915), Maler
- Erwin Waßner (1887–1937), Marineoffizier, zuletzt Konteradmiral und Marineattaché
- Paul Eggers (1888–1939), Kaufmann und Politiker
- Barthel Gilles (1891–1977), Maler
- Karl Feldmann (1892–1963), Politiker
- Gustav Kieseritzky (1893–1943), Marineoffizier, zuletzt Vizeadmiral im Zweiten Weltkrieg
- Thomas Johann Gottfried Entz später Entz-von Zerssen (1899–1970), Reeder und Kaufmann
- Hermann Böhrnsen (1900–1976), Politiker

### 20. Jahrhundert
- Erhard Asmus (1907–1978), Autor von plattdeutschen Lustspielen
- Erich Mahrt (1910–1988), Gerechter unter den Völkern
- Hans Egon Holthusen (1913–1997), Dichter
- Sigrid Westphal-Hellbusch (1915–1984), Anthropologin und Hochschullehrerin
- Frauke Haasemann (1922–1991), Sängerin und Professorin für Chorleitung
- Werner Hahn (1924–1985), Kaufmann und Politiker (CDU), Mitglied des Landtags von Schleswig-Holstein
- Hans Blohm (1927–2021), Fotograf, Buchautor in Kanada
- Ralph-Rainer Wuthenow (1928–2013), Literaturwissenschaftler
- Hans Uwe Schuster (1930–1994), Chemiker und Hochschullehrer
- Hinrich Seidel (1931–2020), Präsident der Universität Hannover
- Marvelli jr. (1932–2008), Zauberkünstler
- Otto Bernhardt (1942–2021), Politiker (CDU), Bundestagsabgeordneter und Parlamentarischer Staatssekretär im Kultusministerium in Schleswig-Holstein
- Peter Reichel (* 1942), Politologe
- Hans-Joachim Hennig (1945–2017), Maler und Grafiker
- Hartmut Lutz (* 1945), Amerikanist und Hochschullehrer
- Günter Dibbern (* 1946), Manager
- Gesine Froese (* 1947), Journalistin und Autorin
- Dorit Urd Feddersen-Petersen (1948–2023), Verhaltenswissenschaftlerin
- Wolf-Rüdiger Heilmann (* 1948), Aktuar und Hochschullehrer
- Günter Neugebauer (* 1948), Politiker
- Irmingard Schewe-Gerigk (* 1948), Politikerin
- Herbert H. Klement (* 1949), evangelischer Theologe
- Klaus-Jürgen Matz (1949–2020), Historiker und Professor für Neuere und Neueste Geschichte an der Universität Mannheim
- Hanne Haller (1950–2005), Schlagersängerin
- Ingo Langner (* 1951), Dokumentarfilmemacher, Autor, Publizist
- Helmut Oppermann (1953–2015), Künstler
- Wolfgang Joecks (1953–2016), Hochschullehrer für Wirtschafts- und Steuerstrafrecht und Politiker
- Silke Leverkühne (* 1953), Malerin und Hochschullehrerin
- Jens Ahlers (* 1953), Direktor der Schleswig-Holsteinischen Landesbibliothek
- Jörn Eckert (1954–2006), Jurist
- Volker Reinhardt (* 1954), Historiker
- Ines Barber (* 1957), Journalistin, Radiomoderatorin und niederdeutsche Autorin
- Andreas Willers (* 1957), Jazzmusiker
- Gerhard Delling (* 1959), Sportjournalist
- Thomas Mayer (* 1959), Neurologe, Psychiater und Epileptologe
- Peter Sauer (* 1961), Diplomat
- Uwe Arkuszewski (1962–2004), Musiker und Moderator (Die Stimme des Nordens)
- Marianne Grosse (* 1962), Politikerin
- Torsten Warnecke (* 1962), Politiker
- Christoph Busse (* 1963), Jazzmusiker
- Monika Iwersen (* 1963), Diplomatin
- Pierre Gilgenast (* 1965), Bürgermeister
- Hans-Timm Hinrichsen (* 1965), Musiker, Mitglied der Band Santiano
- Jost de Jager (* 1965), Politiker
- Jørgen Kühl (* 1965), dänischer Historiker
- Jörn Jacob Rohwer (* 1965), Judaist, Pädagoge, Publizist
- Kirsten Rüther (* 1966), Historikerin, Afrikawissenschaftlerin, Hochschullehrerin
- Mannhard Bech (* 1967), ehemaliger Handballspieler
- Knud Bielefeld (* 1967), Namenforscher
- Margret Boysen (* 1967), Geologin und Autorin
- Marius Marx (* 1968), Schauspieler, Sprecher und Musiker
- Andreas Merkel (* 1970), Schriftsteller
- Arne Feldhusen (* 1971), Regisseur
- Henning Hardt (* 1971), Fußballspieler und -trainer
- Arne Reimer (* 1972), Fotograf und Autor
- Alexander Kühl (* 1973), Basketballspieler
- Ingo Sander (* 1973), Politiker
- Miriam Pede (* 1975), Moderatorin und Journalistin
- Torge Greve (* 1975), Handballspieler
- Tobias Skerka (* 1975), Handballspieler
- Guido Wendt (* 1976), Betriebswirt und politischer Beamter
- Norman Kolodziej (* 1977), Elektro-Musiker und Produzent
- Maik Makowka (* 1979), Handballspieler
- DJ Phono (* 1979), DJ und Konzeptkünstler
- Iris Ploog (* 1979), sozialdemokratische Kommunalpolitikerin
- Mareike Wulf (* 1979), Politikerin (CDU), Staatssekretärin
- Nico Kibat (* 1980), Handballspieler
- Dennis Tretow (* 1983), Handballspieler
- Marco Wriedt (* 1984), Gitarrist und Komponist
- Tim Gailus (* 1988), Fernsehmoderator, Reporter, Hörbuchsprecher und Redakteur
- Gyde Jensen (* 1989), Politikerin (FDP) und Bundestagsabgeordnete
- Jan-Henrik Sievers (* 1989), Schauspieler, Schauspiellehrer und Moderator
- Lauritz Schoof (* 1990), Ruderer
- Morten Dibbert (* 1991), Handballspieler
- Björn Rohwer (* 1995), Basketballspieler
- Jannes Vollert (* 1998), Fußballspieler
- Jannek Klein (* 1999), Handballspieler
- Dennis Jastrzembski (* 2000), Fußballspieler

### 21. Jahrhundert
- Tjark Scheller (* 2002), Fußballspieler
- Elisa Mevius (* 2004), Basketballspielerin
- Tom Rothe (* 2004), Fußballspieler

## Mit der Stadt eng verbundene Persönlichkeiten
- Christian zu Rantzau (1614–1663), Reichsgraf zu Rantzau, Herr auf Breitenburg und Statthalter im königlich-dänischen Anteil von Schleswig-Holstein
- Henrik Ruse (1624–1679), holländischer Festungsbaumeister
- Andreas Fuchs (1641–1720), deutsch-dänischer General und Statthalter von Rendsburg
- Uwe Jens Lornsen (1793–1838), Jurist und Beamter der dänischen Regierung
- Leonhard Selle (1816–1884), Lehrer und Organist
- Thomas Johann Gottfried Hollesen (1837–1898), Rendsburger Senator, Mitbegründer der Rendsburger Düngemittelfabrik
- Hans Bredow (1879–1959), Hochfrequenztechniker und Vorsitzender der Reichs-Rundfunk-Gesellschaft (RRG)
- Thomas Otto Achelis (1887–1967), Gymnasiallehrer, Historiker und Autor; unterrichtete von 1935 bis 1945 an der Oberschule für Mädchen und von 1945 bis Anfang der 1950er-Jahre am Gymnasium Herderschule
- Emma Faupel, (1893–1978), Frauenrechtlerin, Lehrerin und  Politikerin (CDU).
- Heinrich de Haan (1896–1957), Bürgermeister von Rendsburg
- Walter Wiborg (1904–1969), plattdeutscher Autor
- Knud Knudsen (1912–2000), Unternehmer und Politiker
- Erwin Lingk (1920–1979), Politiker (SPD)
- Rudolf Stibill (1924–1995), österreichisch-deutscher Lyriker
- Edward Hoop (1925–2008), Pädagoge, Historiker und Schriftsteller
- Günter Kießling (1925–2009), General der Bundeswehr
- Hans-Jürgen Stutzer (1926–2007), Verwaltungsbeamter und Politiker
- Ernst Joachim Fürsen (* 1942), von 1980 bis 2016 Honorarkonsul der Niederlande
- Claus Ehlers (* 1944), Politiker (CDU)
- Arfst Wagner (* 1954), Waldorflehrer, Schriftsteller, Verleger, Redakteur, Politiker
- Christian Gayed (* 1966), Dirigent, Komponist
- Andreas Breitner (* 1967), Politiker (SPD)

## Gouverneure und Kommandanten der Festung Rendsburg seit 1690
- 1690 Generalmajor v. Fuchs
- 1701 Oberst v. Schnitter
- 1708 Brigadier v. Hohendorf
- 1709 Oberst v. Schmettau

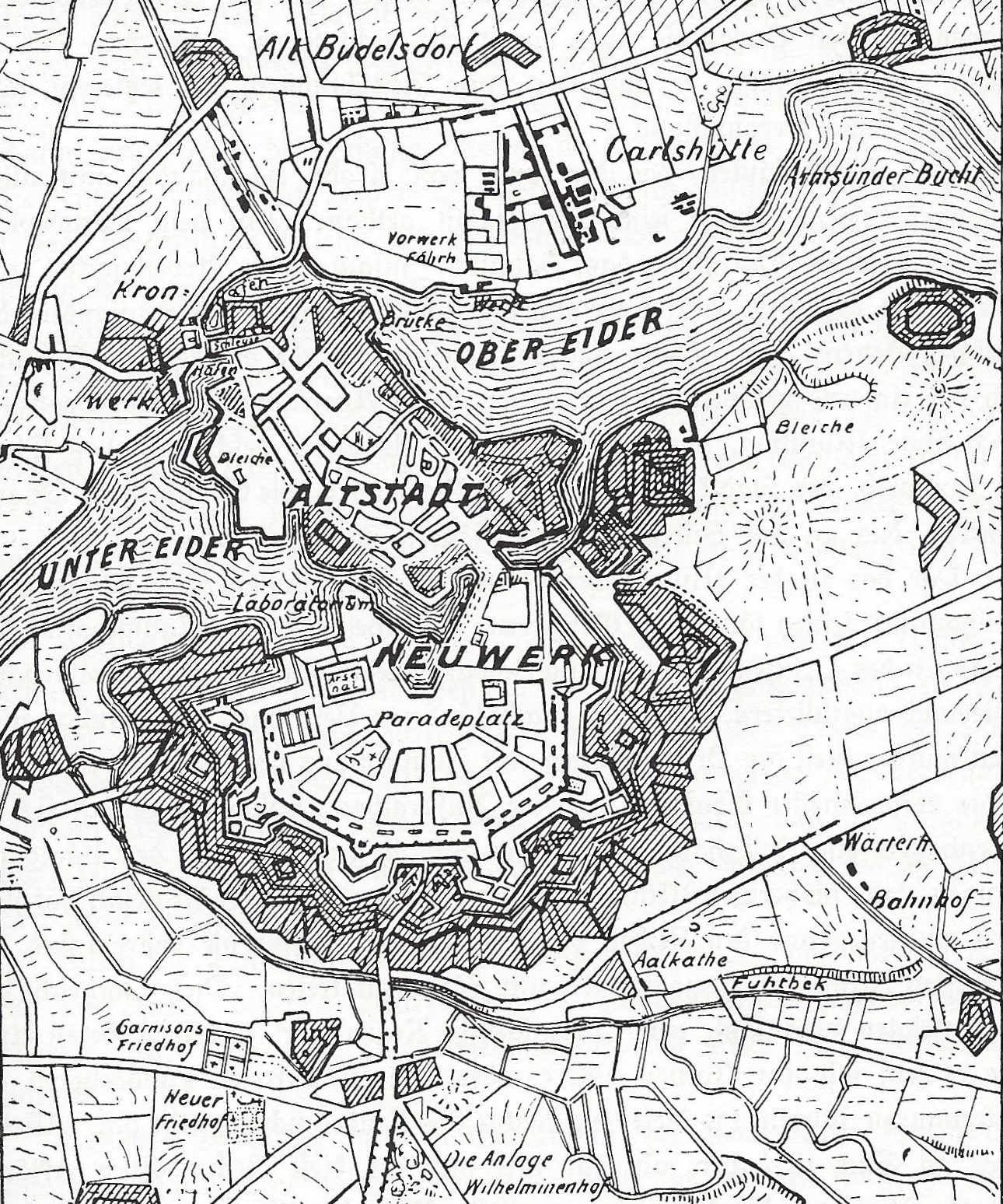
Festung Rendsburg (1848)

- 1714 Generallieutenant v. Rodtstein
- 1728 Generalmajor v. Ahrenholt
- 1737 Generallieutenant Henrik von Scholten
- 1740 Generallieutenant Friedrich Ehrenfried von Amthor
- 1741 Generallieutenant v. Prätorius
- 1742 Generallieutenant Detlev von Revenfeld
- 1746 Generalmajor Johann Christoph von Reitzenstein
- 1749 Generallieutenant. v. Daubrock
- 1752 Generallieutenant. H. B. v. Rantzau
- 1757 Generallieutenant Samuel Ludwig von Kalckreuth
- 1759 Generallieutenant v. Dehn
- 1762 Generallieutenant Graf C. v. Ahlefeld zu Eschelsmark
- 1767 Herzog von Bevern
- 1773 Generallieutenant v. Köller-Banner
- 1775 General C. W. Graf v. Ahlefeld
- 1788 Generallieutenant Karl Wilhelm von Sames
- 1790 Generallieutenant Baron Nicolaus Maximilian Gersdorff
- 1795 Generallieutenant C. Graf v. Moltke
- 1800 Feldmarschall Friedrich zu Hessen-Kassel
- 1836 Generalmajor v. Dudden